# Annett Kruschke
Annett Kruschke (* 25. Februar 1964 in Oranienburg) ist eine deutsche Schauspielerin und Regisseurin.

## Leben
Kruschke absolvierte von 1980 bis 1984 an der Hochschule für Film und Fernsehen Babelsberg Konrad Wolf eine Schauspielausbildung. Sie spielte danach über Jahre in festen Engagements am Deutschen Nationaltheater Weimar, am Städtischen Theater Chemnitz, am Maxim-Gorki-Theater, am Staatstheater Kassel sowie an der Volksbühne Berlin.
Ihr Debüt vor der Kamera gab Kruschke 1980 als eine der Filmtöchter von Rolf Herricht in der DEFA-Komödie Der Baulöwe. Zu ihren bekanntesten Filmrollen zählt die Ulla in Hape Kerkelings Satire Kein Pardon. Durchgehende Serienrollen hatte sie als Charlotte Kröger in der vierten Staffel von Rote Rosen und als Marie Kanther in Die Stein.
Kruschke lebt in Berlin.

## Filmografie (Auswahl)
- 1980: Der Baulöwe
- 1985: Meine Frau Inge und meine Frau Schmidt
- 1988: Einer trage des anderen Last …
- 1988: Zum Teufel mit Harbolla
- 1989: Der Magdalenenbaum
- 1990: Albert Einstein (Fernseh-Zweiteiler)
- 1990: Der Staatsanwalt hat das Wort (TV-Serie, Folge 133: Robert und seine Schwestern)
- 1991–2006 Polizeiruf 110 (TV-Reihe)
  - 1991: Der Riß
  - 1995: Im Netz
  - 1995: Grawes letzter Fall
  - 2006: Schneewittchen
  - 2006: Traumtod
  - 2008: Geliebter Mörder
- 1992: Happy End durch drei
- 1993: Kein Pardon
- 1996: Engelchen
- 1997: Raus aus der Haut
- 1998: Pauls Reise
- 2000: Dr. Stefan Frank – Der Arzt, dem die Frauen vertrauen – Schmerzende Gedanken
- 2002: Lindenstraße, Nebenrolle
- 2002: Gefühle im Sturm (TV)
- 2003: Der Landarzt (TV-Serie)
- 2003: Edel & Starck (TV-Serie)
- 2004: Sehnsucht nach Liebe
- 2004: Die Rettungsflieger (TV-Serie)
- 2005: Kombat Sechzehn
- 2006: In aller Freundschaft (TV-Serie)
- 2006: Tatort: Schlaflos in Weimar (TV-Reihe)
- 2006: Pfarrer Braun: Kein Sterbenswörtchen
- 2007: Deadline – Jede Sekunde zählt (TV-Serie)
- 2007: Ein Fall für Nadja (TV-Serie)
- 2008–2011: Die Stein (TV-Serie)
- 2008–2009: Rote Rosen (TV-Serie)
- 2008: Stubbe – Von Fall zu Fall – Dritte Liebe
- 2010: Am Kreuzweg (TV-Film)
- 2011: SOKO Wismar (TV-Serie, eine Folge)
- 2011: In aller Freundschaft (TV-Serie)
- 2014: Ein Fall von Liebe (TV-Serie)
- 2014: SOKO Wismar (TV-Serie)
- 2014: In aller Freundschaft (TV-Serie)
- 2015: Kommissarin Heller: Querschläger
- 2015: Die Pfefferkörner (TV-Serie)
- 2017: SOKO Wismar (TV-Serie, Folge: Die Freuden des Alters)
- 2018: Ella Schön (TV-Reihe)
- 2021: Der Palast
- 2022: Der Staatsanwalt (TV-Serie, Folge 100: Aus der Schusslinie)

## Theater

### Schauspielerin (Auswahl)
- 1984: Volker Braun: Tinka – Regie: Dietrch Kunze (Deutsches Nationaltheater Weimar)
- 1986: William Shakespeare: Heinrich V. – Regie: Fritz Bennewitz (Deutsches Nationaltheater Weimar)
- 1987: Henrik Ibsen: Ein Volksfeind – Regie: Frank Castorf (Theater Chemnitz)
- 1988: Frank Wedekind: Frühlings Erwachen – Regie: Michael Grosse (Theater Chemnitz)
- 1991: William Shakespeare: King Lear – Regie: Frank Castorf (Volksbühne Berlin)
- 1991: Anton Tschechow: Auf der großen Straße – Regie: Horst Hawemann (Volksbühne Berlin)
- 1991: Lew Lunz: Stadt der Gerechten – Regie: Andreas Kriegenburg (Volksbühne Berlin)
- 1992: Georg Büchner: Woyzeck – Regie: Andreas Kriegenburg (Volksbühne Berlin)
- 1992: Anthony Burgess: A Clockwork Orange – Regie: Frank Castorf (Volksbühne Berlin)
- 1993: Daniil Charms: Die rausfallenden alten Weiber – Regie: Herbert Fritsch (Volksbühne Berlin)
- 1993: Caryl Churchill: Top Girls – Regie: Siegfried Höchst (Maxim-Gorki-Theater)
- 1995: Ernst Toller: Hinkemann – Regie: Andreas Kriegenburg (Volksbühne Berlin)
- 2000: William Shakespeare: Rosenkriege - Heinrich IV – Regie: Karin Henkel (Volksbühne Berlin)
- 2006: Botho Strauss: Groß und klein – Regie: Frank Castorf (Volksbühne Berlin)
- 2011: Gerhart Hauptmann: Die Ratten – Regie: Angelika Zacek (Schleswig-Holsteinisches Landestheater)
- 2012: Thomas Mann: Der Zauberberg – Regie: Janusz Kica (Bad Hersfelder Festspiele)
- 2013: Gotthold Ephraim Lessing: Nathan der Weise – Regie: Holk Freytag (Bad Hersfelder Festspiele)
- 2016: Ferdinand von Schirach: Terror – Regie: Thomas Goritzki (Konzertdirektion Landgraf)
- 2018: Anton Tschechow: Der Kirschgarten – Regie: Reinhard Göber (Theater Vorpommern)
- 2020: Julie Maj Jakobsen: Das Abendland DSE – Regie: Dirk Löschner (Theater Vorpommern)
- 2022: Franz Kafka: Die Verwandlung – Regie: Stef Lernous (Staatstheater Kassel)
- 2022: Bertolt Brecht: Die Dreigroschenoper – Regie: Martin G. Berger (Staatstheater Kassel)
- 2022: Anton Tschechow: Der Kirschgarten – Regie: Jan Friedrich (Staatstheater Kassel)
- 2022: Jacques Offenbach: Hoffmanns Erzählungen – Regie: Claudia Bauer (Staatstheater Kassel)
- 2024: Rolf Hochhuth: Die Hebamme – Regie: Tom Kühnel (Staatstheater Kassel)

### Regie (Auswahl)
- 2006: Peer Gynt / Henrik Ibsen (Sophiensæle Berlin)
- 2013: Danton! Tod! / nach Georg Büchner (Schleswig-Holsteinisches Landestheater)
- 2015: Lottelei / nach Botho Strauss (Muttheater Hamburg)
- 2017: Medea.Stimmen / Christa Wolf (Theater Vorpommern)
- 2017: Angst essen Seele auf / R.W. Fassbinder (Theater Pforzheim)
- 2017: Dantons Tod / von Annett Kruschke, nach Georg Büchner (Theater Vorpommern)
- 2018: Vereinte Nationen / Clemens J. Setz (Theater Vorpommern)
- 2018: Wir sind keine Barbaren! / Philipp Löhle (Meininger Staatstheater)
- 2019: Antigone / Sophokles (Theater Vorpommern)
- 2019: Die Hamletmaschine / Heiner Müller (Theater Vorpommern)
- 2020: Fahrenheit 451 / Ray Bradbury (Theater Vorpommern)
- 2021: Olympe de Gouges UA / Annett Kruschke (Theater Vorpommern)